# Colombe de Tuxtla
Geotrygon carrikeri
Espèce
Statut de conservation UICN

 EN B1ab(i,ii,iii,v);C2a(ii) : En danger

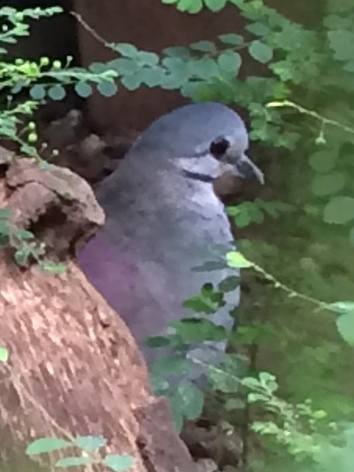
Colombe de Tuxtla

La Colombe de Tuxtla (Zentrygon carrikeri, anciennement Geotrygon carrikeri) est une espèce d'oiseaux de la famille des Columbidae d'Amérique centrale. Elle était autrefois considérée comme une sous-espèce de la Colombe de Lawrence.

## Répartition
Elle est endémique à la forêt vierge tropicale de la Sierra de los Tuxtlas dans l'État de Veracruz au Mexique.

## Habitat
Elle habite les forêts de feuillus humides tropicales et subtropicales en altitude.
Elle est menacée par la perte de son habitat.

## Publication originale
- Wetmore, 1941 : New forms of birds from Mexico and Colombia. Proceedings of the Biological Society of Washington, vol 54, p. 203-210.